# Вінсент Любек
Вінсент Любек (нім. Vincent Lübeck; вересень 1654, Падінгбюттель — 9 лютого 1740, Гамбург) — німецький органіст, композитор і виконавець епохи бароко. Важливий представник північнонімецької органної школи. 
На початку XVIII століття Любек був одним із найвідоміших музикантів Німеччини, але, незважаючи на довге життя та високу репутацію, збереглося дуже мало його творів. Проте навіть вони дозволяють із впевненістю зарахувати Любека до найважливіших органних композиторів епохи.

## Біографія

### Ранні роки
Любек народився в Падінгбюттелі, маленькому містечку розташованому на північ від Бремена. Точних данних про його дату народження немає. Його батько (також на ім'я Вінсент) працював органістом спочатку в Глюкштадті, а потім, з 1647 року, у Фленсбурзі, де після смерті у 1654 році його змінив Каспар Феркельрат. Феркельрат одружився з удовою попередника, і з цього випливає, що він був першим вчителем Любека. Дослідники припускають, що молодий композитор, можливо, також навчався у Андреаса Кнеллера, чий вплив відчутний у збережених роботах Любека. 

### Штаде

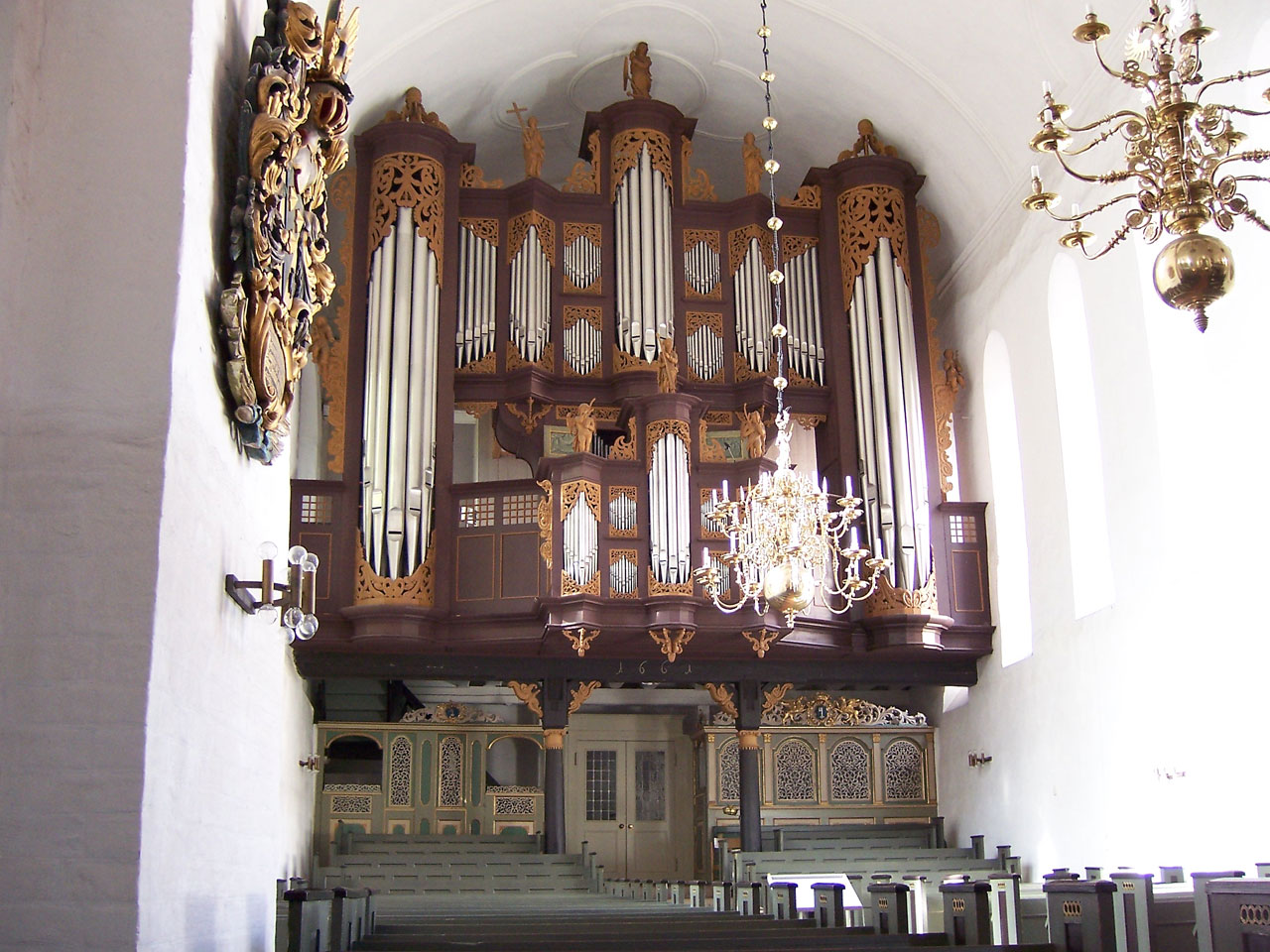
Орган в Штаде, на якому грав Любек

Наприкінці 1675 року Любек став органістом церкви Святих Косми і Даміана в Штаде, великому ганзейському місті неподалік Гамбурга. Отримавши посаду, Любек одружився з Сюзанною Беккер, дочкою свого попередника. Тут композитор пропрацював майже 27 років, але майже нічого не відомо про цей період його життя. Єдиними датованими творами Любека з тієї доби є дві кантати, написані в листопаді 1693 року, обидві на замовлення шведської адміністрації в пам’ять про Ульріку Елеонору Данську.

### Гамбург
Його репутація як органіста та вчителя неупинно зростала, і, нарешті, 5 липня 1702 року він отримав посаду в Церкві святого Миколая в Гамбурзі. Гамбург вже був одним з найбільших міст Німеччини і мав давню музичну історію, пов'язану спочатку з учнями Яна Свелінка: Генріхом Шайдеманом, Якобом Преторіусом та іншими. Наприкінці XVII століття в Гамбурзі працював ряд інших важливих композиторів: серед них Маттіас Векман, який допомагав організовувати концерти у місті, і Йоганн Адам Райнкен, один із найвідоміших органістів свого часу. Проте на момент прибуття Любека живий був лише Райнкен, а музичне життя міста, як і його економічне становище, повільно занепадало.
Тим не менш, позиція Любека в Гамбурзі була помітною. Церква святого Миколая був однією з найважливіших церков міста, а орган був одним із найбільших у світі. Йоганн Маттезон, писавши в 1721 році, назвав і орган, і органіста «надзвичайними», натякаючи на, мабуть, велику славу Любека: «Як можна прославити когось, хто вже дуже відомий? Мені потрібно лише назвати його ім'я: Вінсент Любек». На жаль, храм не зберігся до ХХ століття: церква була знищена під час Великої пожежі 1842 року.
Любек залишався органістом Церкви святого Миколая до своєї смерті в 1740 році. Композитор прожив доволі довге життя, на момент смерті йому було 86 років. Один із його синів (також на ім'я Вінсент) допомагав йому з 1735 року і став його наступником. Протягом більшої частини своєї кар'єри Любек був відомим викладачем і консультантом по органам, але про ці сфери його діяльності ми знаємо мало. Твори Любека були швидко забуті разом зі значною частиною іншої органної музики тієї епохи. Перше сучасне видання твору композитора з'явилося в 1921 році.

## Творчість

### Органна музика
Збереглося лише кілька органних композицій Любека: п'ять прелюдій і два хоральні аранжування. Ці твори, цілком передбачувано, демонструють вплив Райнкена, а також Букстегуде. Прелюдії надзвичайно різноманітні і кожна має свою структуру, вони вміщують у собі елементи токат, фуг, фугато та вільних частин, які містять віртуозні педальні соло та складні пасажі.
Органна фантазія «Ich ruf zu Dir, Herr Jesu Christ»— це єдина існуюча повна хоральна фантазія, створена Любеком. Вона вміщує 271 такт і належить до найбільших відомих прикладів жанру. В ній є дванадцять чітко окреслених розділів, що охоплюють всю першу строфу хоралу. Варіації Любека на «Nun lastst uns Gott dem Herren» збереглися частуково, хоча існуючої частини достатньо, щоб побачити майстерність композитора.
Список органних творів:
- Прелюдія до мажор

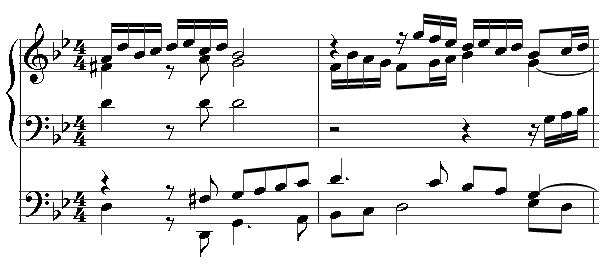
Прелюдія соль мінор, фрагмент п’ятиголосої фуги

- Прелюдія до мінор (можливо, неповна)
- Прелюдія ре мінор
- Прелюдія мі мажор
- Прелюдія соль мінор
- Хоральна фантазія «Ich ruf zu Dir, Herr Jesu Christ»
- Хоральна прелюдія «Nun lastst uns Gott» (неповна, збереглися лише перші 6 куплетів)

Також відомо про існування двох прелюдій фа мажор і соль мажор, які сьогодні приписують синові Любека, якого також звали Вінсент. Обидва твори мають просту двосекційну структуру і не показують жодних слідів віртуозності, що проявляється в інших композиціях.

### Музика для клавесину
З клавесинної музики Любека збереглася невелика збірка «Clavier-Übung», опублікована в 1728 році – єдине, що було опубліковано з музики Любека за його життя. «Clavier-Übung» складається з прелюдії та фуги, сюїти з чотирьох частин та чакони на тему хоралу «Lobt Gott ihr Christen allzugleich». Чакона виділяється з решти творчості Любека своєю крайньою простотою, проте прелюдія і фуга, і особливо сюїта, написані в набагато цікавішій манері, часто далеко відходять від жанрових стереотипів. 
Крім цих творів, нещодавні дослідження приписують Любеку ще кілька: дві чакони, прелюдію та кілька танців з одного з манускриптів.
Список творів для клавесину:
- «Clavier Übung» (Гамбург, 1728):
  - Прелюдія і фуга ля мінор
  - Сюїта соль мінор

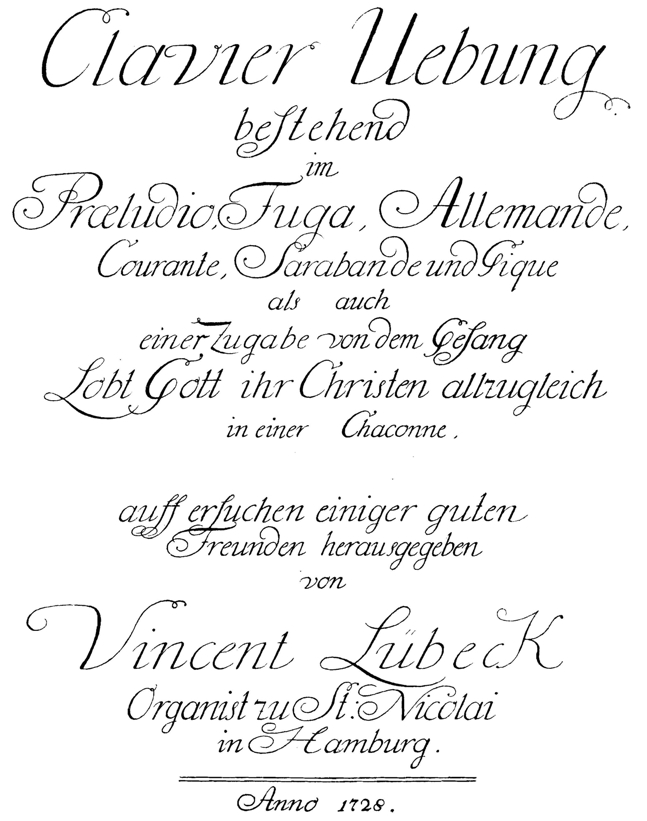
Титульна сторінка оригінального видання «Clavier-Übung», 1728

  - Чакона на тему «Lobt Gott ihr Christen allzugleich» фа мажор
- Роботи з манускрипту Handschrift SMG 1691, приписувані Любеку:
  - Прелюдія ре мажор
  - Чакона ре мінор
  - Чакона ля мажор
  - Сюїта ля мінор
  - Марш і менует фа мажор

### Вокальні твори
Зі збережених кантат Любека «Gott wie dein Nahme», «Hilff deinem Volck» і «Willkommen süsser Bräutigam» є менш цікавими і, ймовірно, призначені для невеликих, середніх ансамблів. Решта два твори, написані на замовлення шведської адміністрації в Штаде, включають окремі інструментальні рухи, хорові партії та арії, ритурнелі, і є більш розширеними. 
Список вокальних творів:
- «Es ist ein grosser Gewinn, wer gottselig ist» (датовано 10–14 листопада 1693 р.)
- «Gott wie dein Nahme»
- «Hilff deinem Volck»
- «Ich hab hier wenig guter Tag» (датовано 10–14 листопада 1693 р.)
- «Willkommen süsser Bräutigam»
- ще 14 кантат і страсті, відомі за назвами та/або текстами (усі втрачені)[2]

## Вшанування пам'яті
Астероїд 5108 Любек, відкритий 21 серпня 1987 року, носить ім'я композитора з травня 1992 року.
На його честь музиканта названо навчальний заклад в Штаде — гімназію Вінсента Любека.